# Kuldīga
Kuldīga ( výslovnost, německy Goldingen) je město v Lotyšsku, které má necelých třináct tisíc obyvatel. Nachází se 155 km západně od hlavního města Rigy v západní části Lotyšska. V roce 2023 bylo historické jádro města zapsáno na seznam Světového dědictví UNESCO. Z kulturních památek jsou významné soubor dřevěných domů kolem radničního náměstí a ulice Baznīcas iela, stará radnice, evangelický kostel sv. Kateřiny (1252) a římskokatolický kostel Nejsvětější Trojice (1641).

## Historie
První zmínka o městě pochází z roku 1242, kdy Livonský řád získal povolení mistra vystavět zde hrad. V roce 1368 se Goldingen stal hanzovním městem. V 17. století bylo vedle Jelgavy jedním z hlavních měst Kuronského vévodství. Po smrti prvního kuronského vévody, Gottharda Kettlera, se Kuldīga stala sídelním městem jeho syna Wilhelma a hlavním městem Kuronska (Kurzeme). Ve městě se narodil a byl pokřtěn vévoda Jakob Kettler, zde se také oženil s Luisou Šarlotou Braniborskou.
Nejznámější přírodní památkou ve městě jsou 249 metrů široké peřeje (za jarních povodní až 270 m), či nízký vodopád, který je nejširší v Evropě. Je vysoký okolo 2 metrů a nachází se na řece Venta, která protéká městem. 200 metrů od vodopádu se nachází nejdelší cihlový most svého druhu v Evropě, který byl postaven v roce 1874 dle návrhu německého architekta Otty Dietzeho. Podobá se starému římskému mostu přes řeku Moselu v Trevíru. Most byl během 1. světové války v roce 1915 poničen, opraven byl v roce 1926. Poslední rekonstrukce mostu proběhla v roce 2008.

## Rodáci
- Ve městě se narodil a byl pokřtěn vévoda Jakob Kettler, zde se také oženil s Luisou Šarlotou Braniborskou.
- Karl Davydov, ruský violoncellista a hudební skladatel.

## Galerie

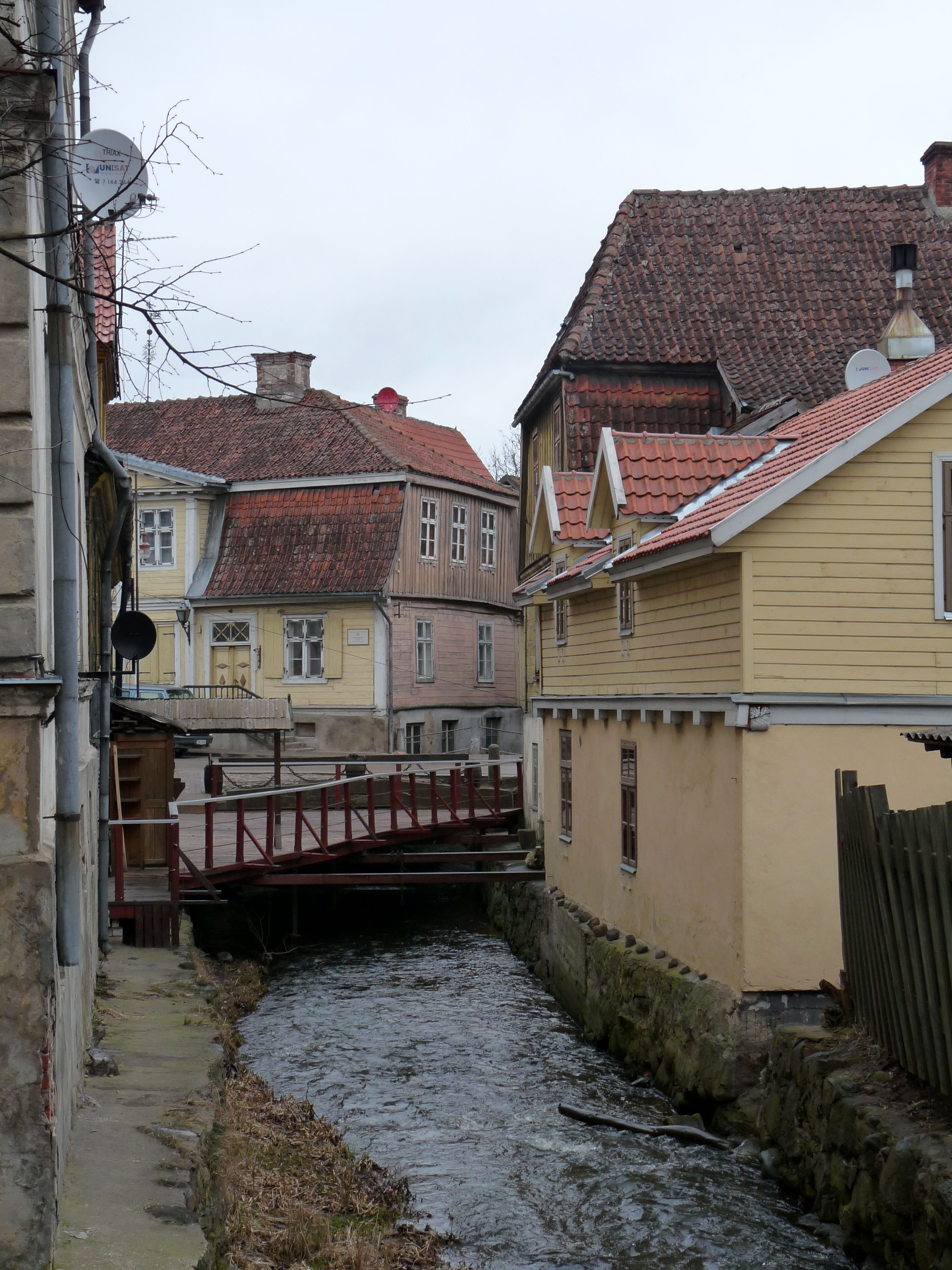
Městský kanál
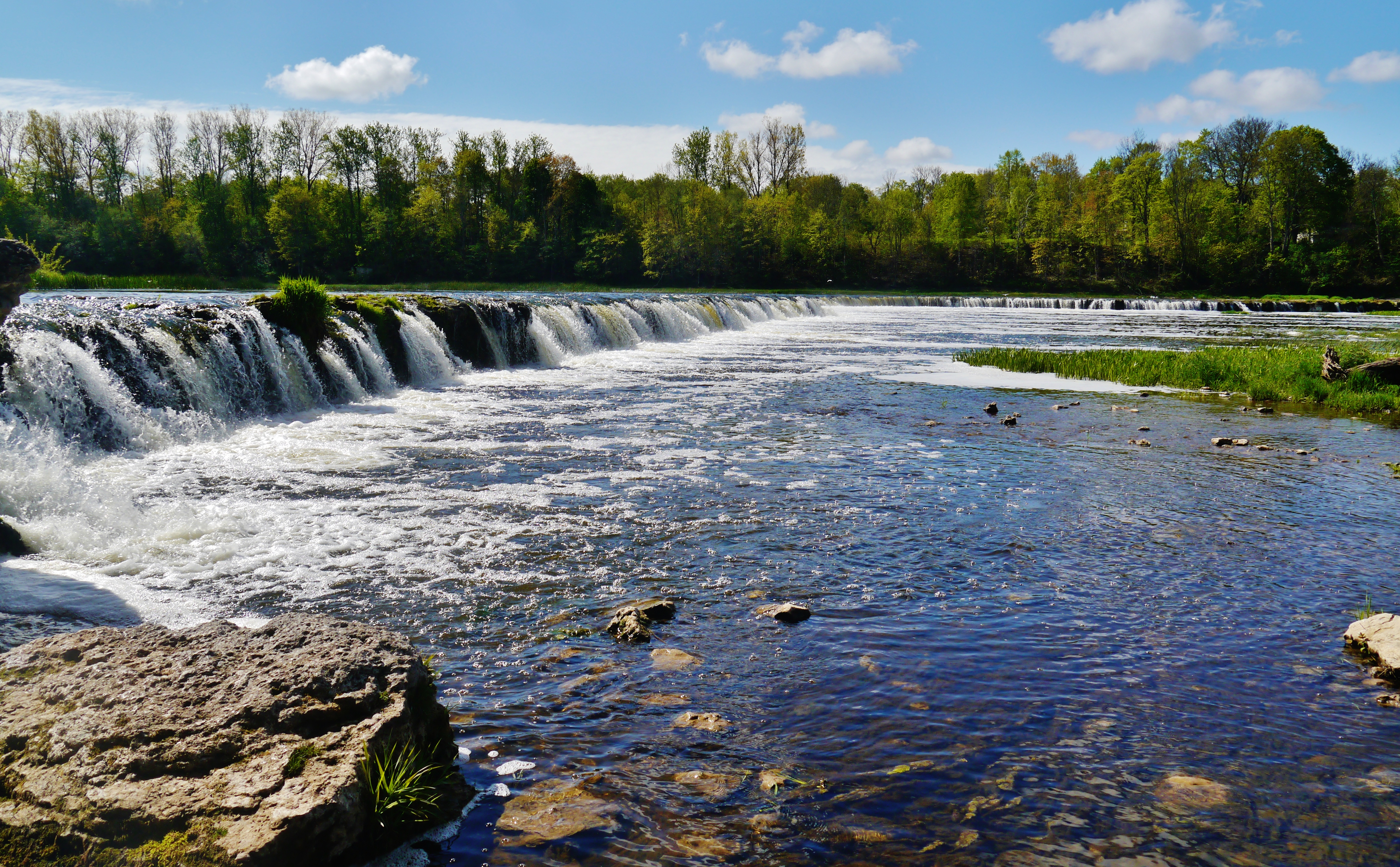
Nejširší vodopád v Evropě u města Kuldīga na řece Venta
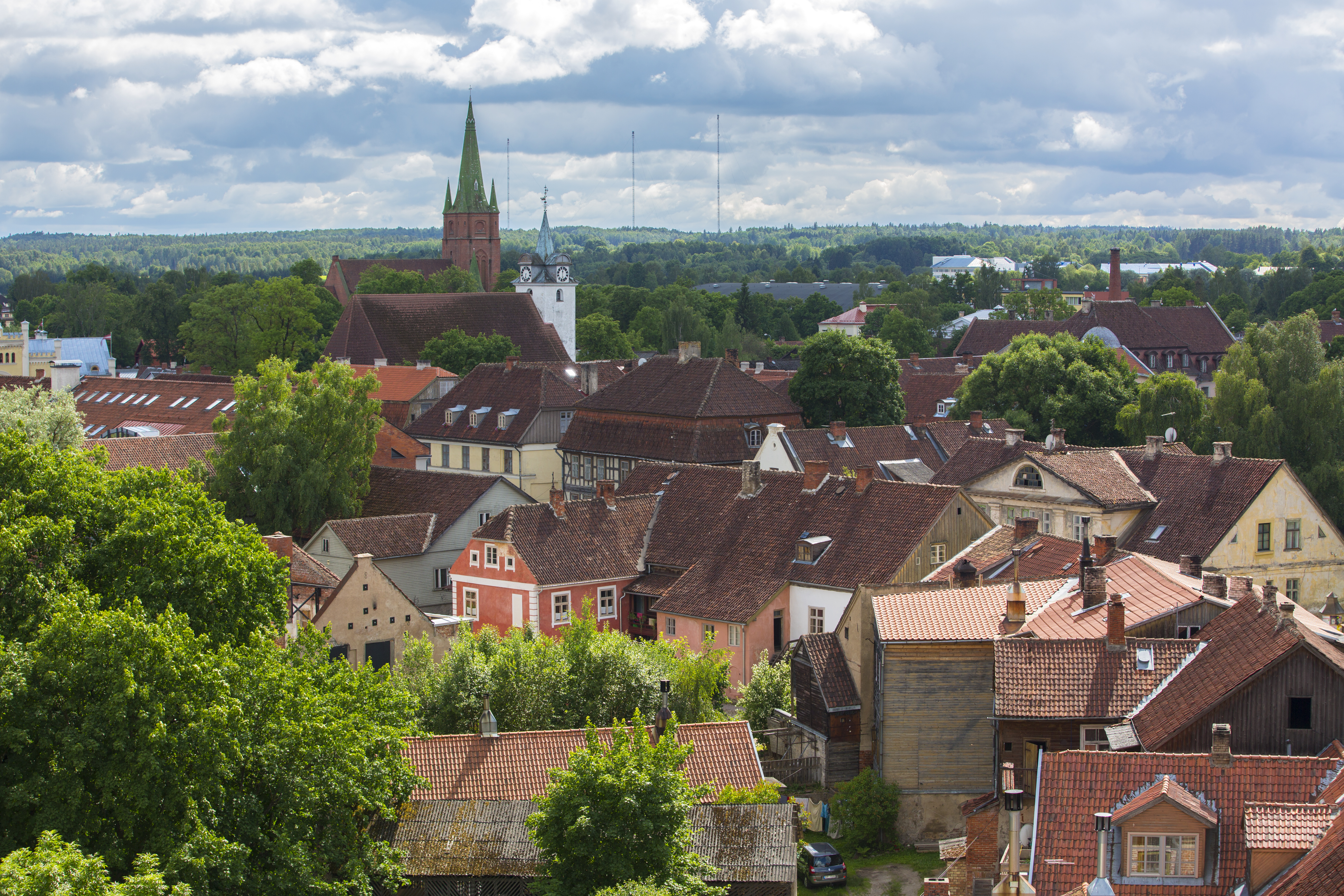
Pohled na centrum města v roce 2018
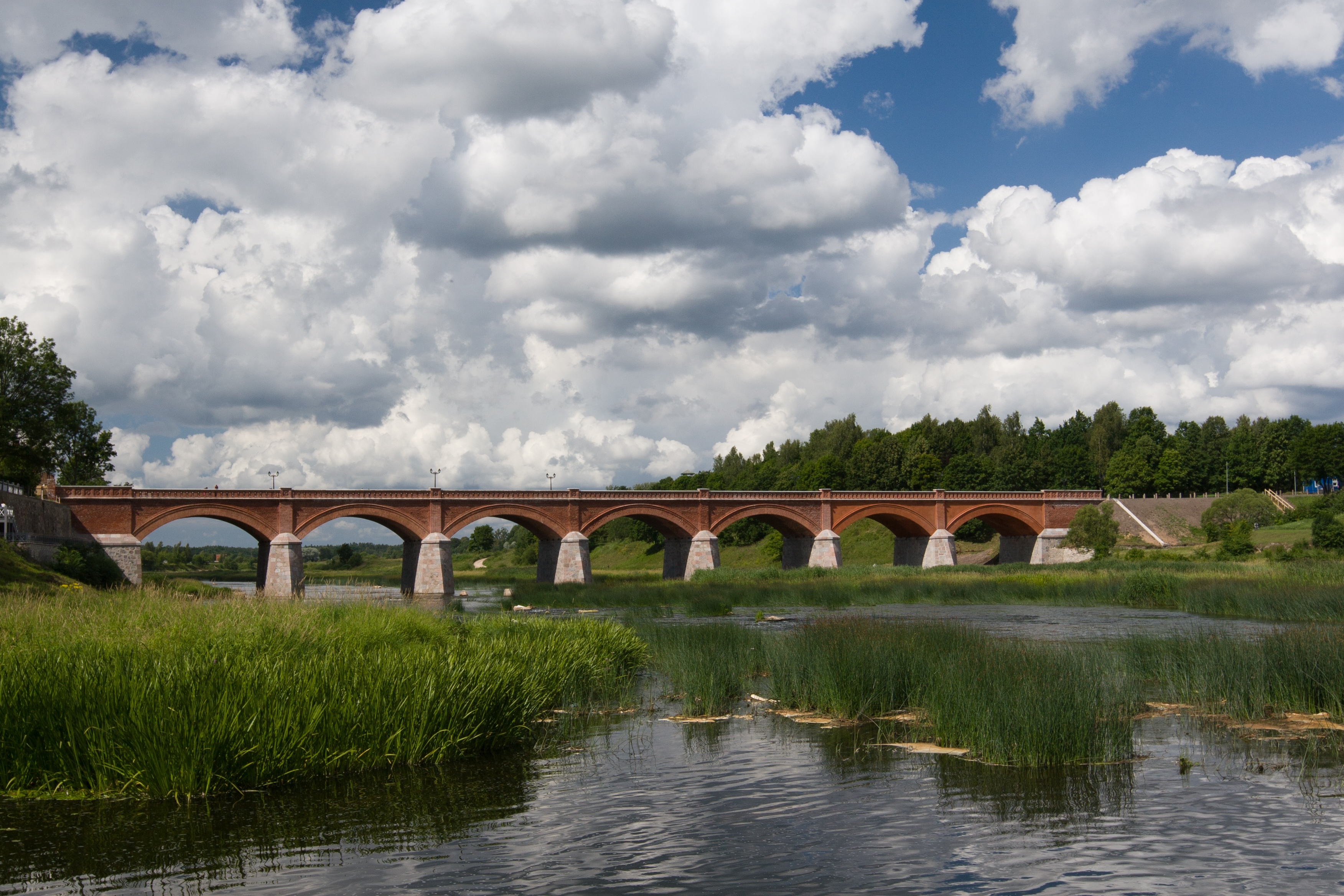
Cihlový most